# Port Leopold
Port Leopold est un poste de traite abandonné situé dans la région de Qikiqtaaluk au Nunavut (Canada.

## Géographie
Port Leopold, a l'extrémité nord-est de l'île Somerset fait face à l'île du Prince-Léopold.

## Histoire
Le lieu est célèbre pour avoir été le camp d'hivernage, en 1848, de l' explorateur James Clark Ross lors de sa recherche de l' expédition Franklin.
Plus tard, Port Leopold devient le site d'un poste de traite de la Compagnie de la Baie d'Hudson.

## Littérature
Dans Les Aventures du capitaine Hatteras de Jules Verne, John Hatteras essaye vainement d'atteindre l'île Beechey pour ensuite se frayer un chemin vers le nord. Il se résout à faire escale à Port Leopold avant de s'engager vers le sud dans le canal du Prince-Régent (chapitre XV).